# Hauterives
Hauterives è un comune francese di 1 676 abitanti situato nel dipartimento della Drôme della regione dell'Alvernia-Rodano-Alpi.

## Monumenti e luoghi d'interesse

### Architetture civili
A Hauterives si trova il Palazzo Cheval, costruito dal postino Ferdinand Cheval. Particolare esempio di naïf, è riconosciuto come monumento storico nazionale.

## Società

### Evoluzione demografica
Abitanti censiti